# Дуаншы
Дуаншы (каз. Дуаншы) — село в Актогайском районе Карагандинской области Казахстана. Входит в состав Карабулакского сельского округа. Код КАТО — 353645200.

## Население
В 1999 году население села составляло 64 человека (39 мужчин и 25 женщин). По данным переписи 2009 года, в селе проживали 52 человека (27 мужчин и 25 женщин).